# 博羅瓦區

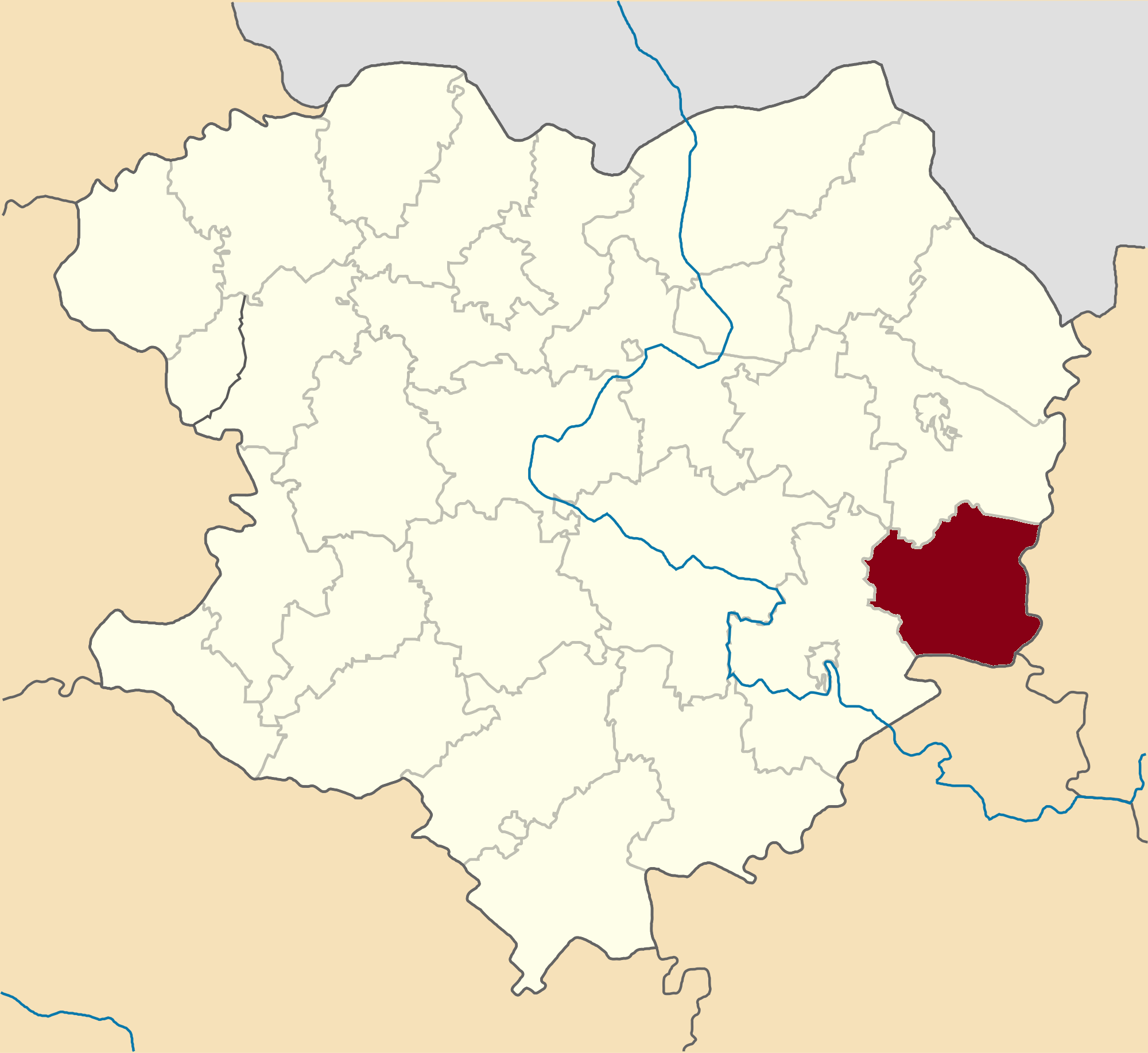
废除前博羅瓦區在哈爾科夫州的位置

博羅瓦區（烏克蘭語：Борівський район），曾是烏克蘭東部哈爾科夫州的一個區，行政中心設於博羅瓦，面積875.3平方公里，2013年人口17,409，人口密度每平方公里19.89人。
区府博羅瓦距州府哈爾科夫165公里。库普扬斯克到頓巴斯的鐵路穿過博羅瓦區域。據了解，在1698年在奧斯基爾河右岸，建立起一座小修道院。後來，在1760年，在這座修道院位於奧斯科爾左岸與博羅瓦河的交匯處建立了村莊，文獻中第一次提到這個小村莊可以追溯到1773年，即博羅瓦。
该区在2020年7月18日的乌克兰行政区划改革中被撤销，改革后哈爾科夫州下分为7个区，博羅瓦區合并至伊久姆區。